# Mahunak
Mahunak (persiska: ماهونک) är en by i den centrala delen av Iran. Den ligger i Centraldistriktet i delprovinsen (shahrestan) Bardsir, i provinsen Kerman.